# Де-Мойн-Ривер (тауншип, Миннесота)
Де-Мойн-Ривер (англ. Des Moines River) — тауншип в округе Марри, Миннесота, США. На 2000 год его население составило 182 человека.

## География
По данным Бюро переписи населения США площадь тауншипа составляет 93,3 км², из которых 92,2 км² занимает суша, а 1,1 км² — вода (1,14 %).

## Демография
По данным переписи населения 2000 года здесь находились 182 человека, 75 домохозяйств и 60 семей. Плотность населения —  2,0 чел./км². На территории тауншипа расположено 78 построек со средней плотностью 0,8 построек на один квадратный километр. Расовый состав населения: 100,00 % белых.
Из 75 домохозяйств в 24,0 % воспитывались дети до 18 лет, в 72,0 % проживали супружеские пары, в 5,3 % проживали незамужние женщины и в 20,0 % домохозяйств проживали несемейные люди. 18,7 % домохозяйств состояли из одного человека, при том 12,0 % из — одиноких пожилых людей старше 65 лет. Средний размер домохозяйства — 2,43, а семьи — 2,70 человека.
21,4 % населения — младше 18 лет, 8,2 % — в возрасте от 18 до 24 лет, 21,4 % — от 25 до 44, 29,7 % — от 45 до 64, и 19,2 % — старше 65 лет. Средний возраст — 44 года. На каждые 100 женщин приходилось 102,2 мужчин. На каждые 100 женщин старше 18 приходилось 104,3 мужчин.
Средний годовой доход домохозяйства составлял 35 500 долларов, а средний годовой доход семьи —  36 000 долларов. Средний доход мужчин —  20 000  долларов, в то время как у женщин — 19 375. Доход на душу населения составил 15 966 долларов. За чертой бедности находились 9,1 % семей и 7,3 % всего населения тауншипа, из которых 5,4 % младше 18 и 8,7 % старше 65 лет.